# Ufeus unicolor
Ufeus unicolor är en fjärilsart som beskrevs av Augustus Radcliffe Grote 1878. Ufeus unicolor ingår i släktet Ufeus och familjen nattflyn. Inga underarter finns listade i Catalogue of Life.